# فريد الماطري
فريد الماطري (16 يناير 1994 بجنيف في سويسرا - ) هو لاعب كرة قدم سويسري في مركز الدفاع. شارك مع منتخب سويسرا تحت 17 سنة لكرة القدم ومنتخب سويسرا تحت 19 سنة لكرة القدم. أما مع النوادي، فقد لعب مع لو مون لوزان ونادي لوزيرن ونادي ويل.

## وصلات خارجية
- فريد الماطري على موقع قاعدة بيانات كرة القدم.إي يو (الإنجليزية)
- فريد الماطري على موقع Soccerway.com (الإنجليزية)
- فريد الماطري على موقع عالم كرة القدم.نت (الإنجليزية)